# Natalie Bennett
Natalie Bennett (Eastwood (New South Wales) (Australië), 10 februari 1966) is een journaliste en Britse politica. Ze is sinds 2012 leidster van de politieke partij Groenen.

## Biografie
Bennett werd geboren op 10 februari 1966 in Eastwood (New South Wales, Australië), een voorstad van Sydney, Australië als dochter van John and Joy Bennett.
Ze ging als eerste van de familie studeren en behaalde haar bachelor in de landbouwwetenschappen (Bachelor of Agricultural Science - BAgrSc Hons) aan de universiteit van Sydney, Aziatische studies (Bachelor of Arts (BA Hons) in Asian Studies) aan de universiteit van New England (Australië) en ten slotte studeerde ze in 2001 af als licentiaat in de communicatiewetenschappen (Master of Arts (MA) in Mass Communication) aan de universiteit van Leicester.

## Journaliste
Bennett begon haar carrière als journaliste in New South Wales, waar ze werkte voor verschillende regionale kranten. In 1995 verliet ze Australië om vier jaar te gaan werken in Thailand, eerst in het kantoor van de Nationale Commissie voor Vrouwenzaken en nadien voor de krant Bangkok Post als redacteur buitenlands nieuws. In 1999 verliet ze Thailand en vestigde zich in Engeland, waar ze begon te werken voor de kranten The Guardian, The Independent and The Times. Vanaf 2006 schreef ze ook een column voor the Guardian ("Comment is Free"). Van december 2007 tot maart 2012 was ze ook redacteur van The Guardian Weekly. In 2012 aanvaardde ze een vrijwillig ontslag bij herstructurering en verliet ze de journalistiek.

## Politieke carrière
Natalie Bennett trad toe tot de Green Party op 1 januari 2006. Bij de verkiezingen van 2006 en 2010 voor de deelraad van Camden geraakte ze niet verkozen. Van september 2007 tot augustus 2011 was ze voor haar partij de nationaal coördinator voor de interne communicatie. Bij de verkiezingen van 2012 voor de London Assembly stond ze als vierde op de lijst van haar partij.
Op 3 september 2012 won ze de interne verkiezing voor het partijleiderschap, waar slechts 25 % van de leden kwam stemmen. Twee jaar later werd ze als enige kandidaat herverkozen. In 2016 was ze geen kandidaat meer voor een verlenging van haar mandaat.
In de aanloop naar de parlementsverkiezingen van 2015 mocht de Green Party aanvankelijk niet deelnemen aan de televisiedebatten, wat leidde tot een toenemende publieke steun voor de partij. Nadat ook Cameron dit een spijtige zaak vond, werd die beslissing later teruggedraaid wat nog meer steun voor de partij inluidde. Bennett kon op april dan toch deelnemen aan het televisiedebat op ITV.

## Privéleven
Bennett woont in Somers Town (Londen) met haar partner Jim Jepps, een linkse activist die in 2003 uit de Socialist Workers Party (SWP) stapte.